# Dipartimento di Katiola
Il dipartimento di Katiola è un dipartimento della Costa d'Avorio. È situato nella regione di Hambol, distretto di Vallée du Bandama.
Nel censimento del 2014 è stata rilevata una popolazione di 106.905 abitanti.
Il dipartimento è suddiviso nelle sottoprefetture di Fronan, Katiola e Timbé.